# Скорики (Тернопольская область)

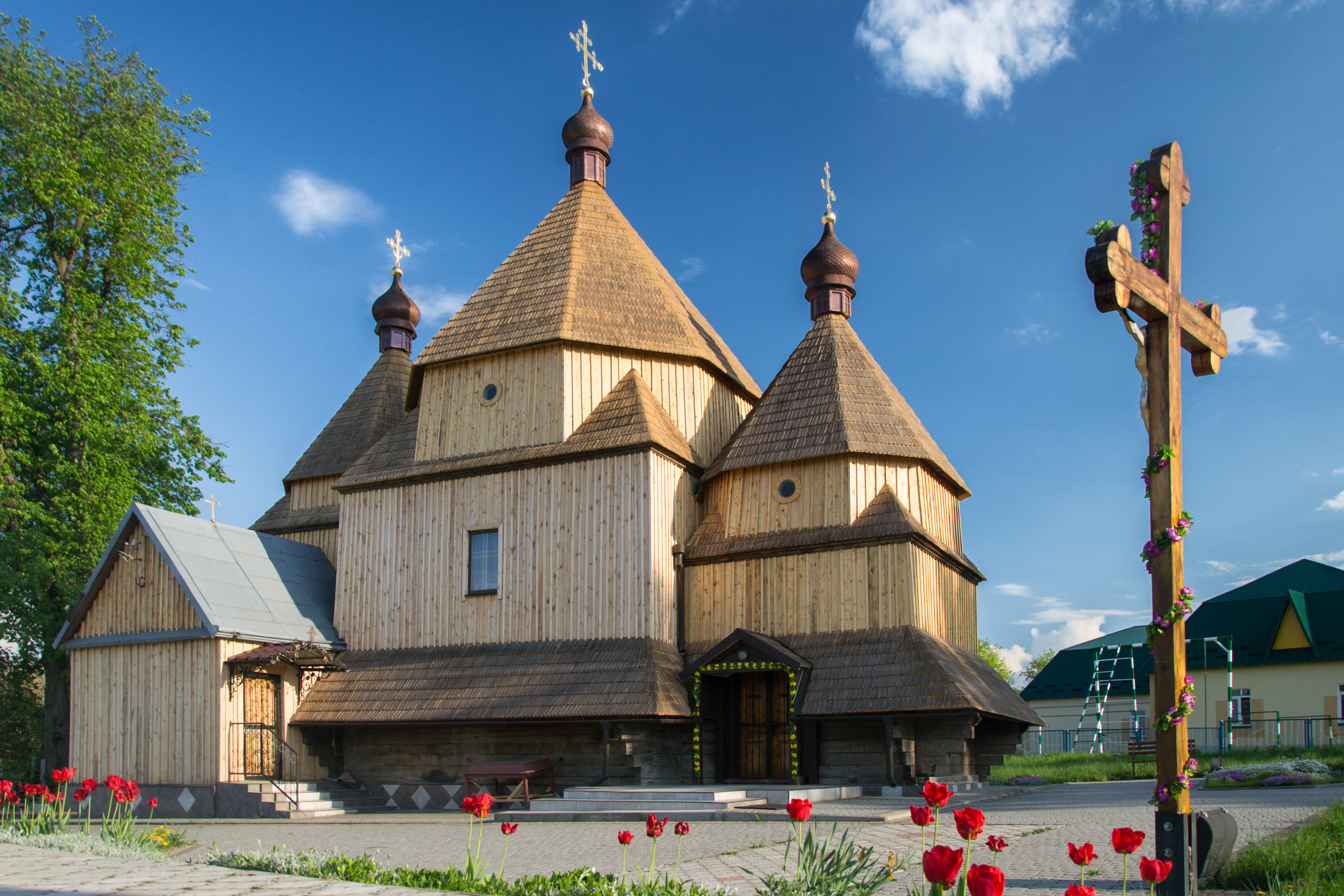
Церковь Иоанна Богослова

Скорики (укр. Скорики) — село в Тернопольском районе Тернопольской области Украины. Административный центр Скориковской сельской общины.
До 2020 года входило в Подволочисский район.
Население по переписи 2001 года составляло 612 человек. Почтовый индекс — 47814. Телефонный код — 3543.